# Barði Jóhannsson
 (janvier 2017).
Si vous disposez d'ouvrages ou d'articles de référence ou si vous connaissez des sites web de qualité traitant du thème abordé ici, merci de compléter l'article en donnant les références utiles à sa vérifiabilité et en les liant à la section « Notes et références ».
Pour les articles homonymes, voir Bardi et Jóhannsson.
Barði Jóhannsson, né le 10 septembre 1975 , est un musicien islandais. 

## Biographie

### Bang Gang
Bang Gang est le groupe originel de Barði Jóhannsson formé en 1996.

### Lady & Bird
Lady & Bird est un group avec Keren Ann et Barði Jóhannsson. Ils ont sorti deux albums.

### Starwalker
Starwalker est un group electro-pop avec Jean-Benoît Dunckel (Air) . L'album contient Bad Weather, Losers Can Win et Blue Hawaï.

### Autres activités
Il anime l'émission Konfekt, set stylist et réalisateur également.

## Discographie

### Albums
- You (1998, Bang Gang)
- Something Wrong (2003, Bang Gang)
- Lady and Bird (2003, Lady and Bird)
- Häxan (2006, Barði Jóhannsson)
- Ghosts from the Past (2008, Bang Gang)
- La Ballade of Lady & Bird, A project by Keren Ann Zeidel & Barði Jóhannsson (2009)
- Selected Film & Theater Works Of Bardi Johannsson (2011, Barði Jóhannsson)
- W Y R Original Motion Picture Score (2013, Daniel Hunt & Bardi Johannsson)
- "Sacred Universe EP" (2014, Bardi Johannsson)

### Singles
- "Sleep" - Bang Gang (1998)
- "Sacred Things" - Bang Gang (2000)
- "Stop In The Name of Love" - Bang Gang (2003)
- "Find What You Get" - Bang Gang (2003)
- "I Know You Sleep" - Bang Gang (2008)
- "The World Is Gray" - Bang Gang (2008)
- "Bad Weather" - Starwalker (2013)

### Bandes originales pour le cinéma
- Fíaskó (Fiaso) by Ragnar Bragason (2000)
- Eleven Men Out by Róbert Douglas (2005) – In collaboration with Icelandic band Mínus
- Haxan (from 1920), by Benjamin Christiansen (2006)  – New score for the silent movie
- Reykjavík - Rotterdam by Óskar Jónasson (2009)  – Winner of the Icelandic Edda Film awards for the best original film score (2009) – Nomination for the Scandinavian Film Music Awards at Giff Film Festival (2010)
- Would You Rather by David Guy Levy (2012) In collaboration with Daniel Hunt
- De toutes nos forces by Nils Tavernier (2013)

### Bandes originales pour le documentaire
- Íslenska Sveitin (The Commander), by Kristinn Hrafnsson and Friðrik Guðmundsson (2004)
- Viets et Morts d’Andy Warhol by Jean Michel Vecchiet. Music by Lady and Bird (2005)
- Africa United by Olaf de Fleur Johannesson (2005)
- Heilabilun/Alzheimer by Lárus Ýmir Óskarsson (2006)
- Ama Dablam Beyond the void by Ingvar Ágúst Þórisson. In collaboration with Eberg (2008)
- Stelpurnar Okkar by Þóra Tómasdóttir (2009)
- The Still Point by Taki Bibelas (2009)

### Bandes originales pour la télévision
- Pressa 3 (6 Épisodes) by Óskar Jónasson. Score.
- Heimsendir by Ragnar Bragason. Score.
- Pressa 2 (6 Épisodes) by Óskar Jónasson. Score.
- Réttur 1 (6 Épisodes) by Sævar Guðmundsson. Score.
- Réttur 2 (6 Épisodes) by Sævar Guðmundsson. Score.
- Skjár Einn, main theme.
- Silfur Egils, theme.
- Svínasúpan, theme.
- Strákarnir, theme.
- Ríkið by Silja Hauksdóttir, theme and score.
- Mannamál, theme.
- Kóngur um stund, theme and score.
- Fóstbræður, arrangements
- Innlit útlit, theme.
- Pressa (6 Épisodes) by Óskar Jónasson. Score in collaboration with Eberg.

### Bandes originales pour le théâtre
- Brennuvargarnir/Biederman and the Firebugs. The National Theater of Iceland. Writer: Max Frisch. Director: Kristín Jóhannesdóttir. Music: Barði Jóhannsson (2009)
- Sædýrasafnið – Museum of the Sea. The National Theater of Iceland & Centre Dramatique National d'Orléans. Writer: Marie Darrieussecq. Director: Arthur Nauzyciel. Music: Barði Jóhannsson (2009)
- Red Waters – An Opera Written by Lady & Bird (2011). Director: Arthur Nauzyciel. Music & Text: Keren Ann Zeidel & Barði Jóhannsson

## Filmographie

### Courts-métrages
- Who is Barði?, de Ragnar Bragason et Barði Jóhannsson (2003)
- Red Death, de Taki Bibelas et Barði Jóhannsson, premiered in Centre Pompidou, Paris (2004)
- Sacred Universe, de Jeaneen Lund et Barði Jóhannsson, premiered in Centre Pompidou at ASVOFF, Paris (2013)

## Autres
- Daily Radio Show, Radio-FM and X-FM for 2 years. (2000)
- Konfekt – TV show (2001)  – With Henrik B Björnsson.
- Black Garden. Festival d'Aix en Provence (2005) Music for a string quartet, claviner, and electronica.
- Dressing Ourselves. Triennale in Milan (2005) Clothes design for the exhibition.
- Epal. Designer Shop. (2005) Music for a children choir.
- Dream by Barði og Noemi Brosset for the TV show THE L WORD (2007)